# Риб, Жорж
Жорж Анри Риб (фр. Georges Henri Reeb; 12 ноября 1920, Саверн, деп. Нижний Рейн — 6 ноября 1993, Страсбург) — французский математик. Работал в области дифференциальной геометрии и топологии, дифференциальных уравнений, топологической теории динамических систем и в нестандартном анализе.

## Биография
В 1943 году в Страсбургском университете Жорж Риб получил докторскую степень за работу «Топологические свойства слоеных многообразий» (Propriétés topologiques des variétés feuilletées). Его руководителем был Шарль Эресманн.
В 1954 году он работал в Институте перспективных исследований в Принстоне.
В 1965 году Риб, Жан Лере и Пьер Лелонг организовали серию встреч между физиками-теоретиками и математиками Страсбурга (Rencontres entre Mathématiciens et Physiciens Théoriciens).
Жорж Риб был профессором в Гренобле (Université Fourier) и в Страсбурге (Université Louis Pasteur), где руководил Математическим Институтом (Institut de Recherche Mathématique Avancée) Страсбургского университета) в 1967—1972 годах,. Институт был основан им совместно с Жаном Френкелем (Jean Frenkel) в 1966 году.
Риб — один из создателей топологической теории слоений, которые представляют собой специальную структуру на многообразиях. В частности, он построил так называемое слоение Риба: слоение на трехмерной сфере {\displaystyle S^{3}}, все слои которого — за исключением единственного компактного слоя, являющегося двумерным тором, — некомпактны и диффеоморны плоскости R².
Риб был избран почетным доктором Фрайбургского университета.